# بخش کنکورد (شهرستان میامی، اوهایو)
بخش کنکورد (به انگلیسی: Concord Township) یک منطقهٔ مسکونی در ایالات متحده آمریکا است که در شهرستان میامی، اوهایو واقع شده‌است.
 بخش کنکورد ۹۴٫۱ کیلومتر مربع مساحت و ۲۷٬۳۳۵ نفر جمعیت دارد و ۲۵۳ متر بالاتر از سطح دریا واقع شده‌است.